# Sigbjørn Hølmebakk
Sigbjørn Hølmebakk (1922 em Flekkefjord – 1981) foi um escritor norueguês.
Era irmão do editor e escritor Gordon Hølmebakk. Sigbjørn Hølmebakk foi militante no movimento popular contra as armas atómicas na Noruega e um dos fundadores do Sosialistisk Folkeparti. Em 1961 escreveu o artigo que ficou famoso na época, Brønnpisserne, sobre as atividades suspeitas e as perseguições de comunistas e outros radicais.
A estreia de Hølmebakk na literatura ocorreu em 1950 com o romance Ikke snakk om høsten (Não se fala de outono). Como autor era um realista que escreveu sobre as questões existenciais com energia tendo explorado habilmente as origens sociais. Era um escritor muito querido antes de morrer com uma idade relativamente curta de 59 anos.
Muitas das obras de Hølmebakk serviram de guião para filmes. Fimbulvinteren (O inverno terrível) (1964) sobre a política de terra queimada dos alemães na Finnmarkdurante a II Guerra Mundial, serviu de base ao filme Brent jord (Terra queimada) em 1969, dirigido por Knut Andersen. Hurra for Andersens (Viva Andersens) foi filmado em 1966 também dirigido por Knut Andersen. Jentespranget (O salto da donzela, 1970) foi filmado em 1973 e dirigido por Knud Leif Thomsen.Karjolsteinen (A carruagem pedra, 1975) passou a filme em 1977 dirigido por Knut Andersen.

## Peças de teatro
- Det siste kvarter – radiofonico, NRK (1960)
- Et lite kapitel av en stor manns dagbok – radiofonico, NRK (1961)
- Det siste kvarter – televisão NRK (1962)
- Heltedød til salgs – Det Norske Teateret (1968)
- Pappa er ikke glad i oss lenger – televisão NRK (1971)

## Prémios
- Gyldendal's Endowment - 1956
- Kritikerprisen - 1975, por Karjolsteinen
- Dobloug Prize - 1976